# Яйцеживорождение

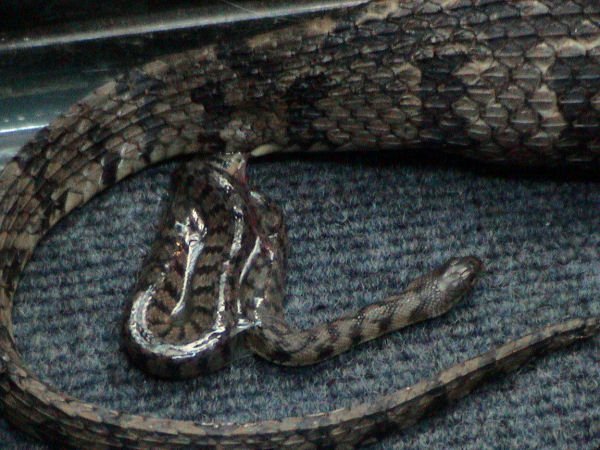
Рождение алмазного водяного ужа (Nerodia rhombifer)

Яйцеживорождение — способ воспроизводства потомства у животных, сочетающий признаки живорождения и яйцерождения. При нём самка животного не откладывает яйца или икру, а вынашивает их внутри себя. Детёныши покидают яйцевую оболочку ещё в теле матери и после этого рождаются, либо вылупляются из яиц сразу же после их отложения.
Главным отличием яйцеживородящих животных от плацентарных живородящих является то, что в первом случае зародыш питается главным образом за счёт веществ, содержащихся в желтке яйца, и отделён от обмена веществ в материнском организме (тем не менее связь с материнским организмом возможна). У живородящих животных зародыш кормится напрямую за счёт материнского организма.
Яйцеживорождение свойственно: из беспозвоночных — некоторым видам скорпионов, гамазовых клещей, тлей; из позвоночных — ряду видов рыб, земноводных и пресмыкающихся (многие ящерицы, обыкновенная гадюка, морские змеи, некоторые ужи).
Высшие млекопитающие (плацентарные) являются единственной крупной таксономической группой, у которой развита практика прямого живорождения. Все остальные виды животных, рождающие своих детёнышей живыми, являются яйцеживородящими (исключение составляют лишь большинство кархаринообразных акул, включая акулу-молот и гренландскую полярную акулу, и онихофоры).